# Nevadne
Nevadne is een geslacht van zeeanemonen uit de klasse van de Anthozoa (bloemdieren).

## Soort
- Nevadne glauca (Annandale, 1915)